# Fuentes de León
Fuentes de León (extremadurai nyelven Huentis de León, asztur-leóni nyelven Fuentis de Llión) település Spanyolországban, Badajoz tartományban. Fuentes de León Cañaveral de León, Hinojales, Cumbres Mayores, Fregenal de la Sierra, Bodonal de la Sierra, Segura de León, Cabeza la Vaca és Arroyomolinos de León községekkel határos. Lakosainak száma 2158 fő (2024).

## Népesség
A település népessége az utóbbi években az alábbiak szerint változott:
| Lakosok száma | 2732 | 2669 | 2643 | 2571 | 2513 | 2430 | 2388 | 2302 | 2244 | 2158 |
|               | 2001 | 2004 | 2006 | 2009 | 2011 | 2014 | 2016 | 2019 | 2021 | 2024 |